# Первый дивизион чемпионата мира по хоккею с шайбой 2016
Чемпионат мира по хоккею с шайбой 2016 года в I-м дивизионе — спортивное соревнование по хоккею с шайбой под эгидой ИИХФ, состоявшиеся с 23 по 29 апреля 2016 года в Катовице (Польша) (первоначально был заявлен Краков) и с 17 по 23 апреля 2016 года в Загребе (Хорватия). По итогам турнира в группе A: команды, занявшие первое (сборная Словении) и второе (сборная Италии) места получили право играть в ТОП-дивизионе чемпионата мира 2017 года. Команда, занявшая последнее место (сборная Японии), перешла в группу B. По итогам турнира в группе B: команда, занявшая первое место (сборная Украины), вышла в группу A, а команда, занявшая последнее место, перешла во второй дивизион чемпионата мира 2017 года (сборная Румынии).
Места проведения были названы на конгрессе ИИХФ в Праге (Чехия) во время чемпионата мира по хоккею 2015 года. На право проведения турнира группы A претендовали Краков (Польша), а в группе B — Загреб (Хорватия) и Таллин (Эстония).

## Регламент

### Группа А
В турнире группы А приняли участие 6 сборных. 2 сборные, которые заняли первые два места (сборная Словении и сборная Италии), переходят в Топ-дивизион 2017 года. Сборная Японии вылетела в группу В первого дивизиона 2017 года.

### Группа В
В турнире группы В приняли участие 6 сборных. Сборная Украины, которая заняла первое место, переходит в группу А первого дивизиона на следующий, 2017 год. Сборная Румынии, которая заняла последнее место, перейдёт в турнир группы А второго дивизиона 2017 года.

## Страны-участницы
В чемпионате приняли участие 12 национальных команд (10 из Европы и 2 из Азии). Сборная Румынии пришла из второго дивизиона. Сборные Австрии и Словении попали на турнир, выбыв из Топ-дивизиона в 2015 году.

### Группа A
| Сборная          | Квалификация                                                                 |
| ---------------- | ---------------------------------------------------------------------------- |
| Австрия          | Заняла 15-е место в турнире Топ-дивизиона и вылетела оттуда в 2015 году      |
| Словения         | Заняла 16-е место в турнире Топ-дивизиона и вылетела оттуда в 2015 году      |
| Польша           | Хозяева, заняла 3-е место в группе A первого дивизиона в прошлом году        |
| Япония           | Заняла 4-е место в группе A первого дивизиона в прошлом году                 |
| Италия           | Заняла 5-е место в группе A первого дивизиона в прошлом году                 |
| Республика Корея | Заняла 1-е место в группе B первого дивизиона и поднялась оттуда в 2015 году |

### Группа B
| Сборная        | Квалификация                                                                 |
| -------------- | ---------------------------------------------------------------------------- |
| Украина        | Заняла 6-е место в группе A первого дивизиона и вылетела оттуда в 2015 году  |
| Великобритания | Заняла 2-е место в группе B первого дивизиона в прошлом году                 |
| Литва          | Заняла 3-е место в группе B первого дивизиона в прошлом году                 |
| Хорватия       | Хозяева, заняла 4-е место в группе B первого дивизиона в прошлом году        |
| Эстония        | Заняла 5-е место в группе B первого дивизиона в прошлом году                 |
| Румыния        | Заняла 1-е место в группе A второго дивизиона и поднялась оттуда в 2015 году |

## Судьи
- В группе А первого дивизиона приняли участие 7 главных и 7 линейных судей[2].
- В группе B первого дивизиона приняли участие 4 главных и 7 линейных судей[3].

| Главные судьи: - Джонатан Алари - Трпимир Пирагич - Мариан Рохач - Робин Шир - Микко Каукокари - Артур Кулёв - Стефэн Рено | Линейные судьи: - Хенрик Хаурум - Артур Хылински - Мартин Корба - Крисс Купчюс - Юп Леермакерс - Яков Палей - Антон Семёнов |

| Главные судьи: - Джимми Бергамелли - Даниэль Гампер - Михаэль Холм - Мануэль Николич | Линейные судьи: - Ваня Белич - Франко Эспиноза - Томислав Грожай - Маркус Хагерстрём - Сунсуке Итикава - Пак Чон Су - Дамир Ракович |

## Группа А

### Таблица
| М | Сборная          | И | В | ВО | ПО | П | ШЗ | ШП | РШ  | О  |
| - | ---------------- | - | - | -- | -- | - | -- | -- | --- | -- |
| 1 | Словения         | 5 | 4 | 0  | 0  | 1 | 18 | 8  | +10 | 12 |
| 2 | Италия           | 5 | 3 | 0  | 0  | 2 | 11 | 10 | +1  | 9  |
| 3 | Польша           | 5 | 3 | 0  | 0  | 2 | 17 | 12 | +5  | 9  |
| 4 | Австрия          | 5 | 2 | 1  | 0  | 2 | 11 | 8  | +3  | 8  |
| 5 | Республика Корея | 5 | 2 | 0  | 1  | 2 | 11 | 11 | 0   | 7  |
| 6 | Япония           | 5 | 0 | 0  | 0  | 5 | 7  | 26 | -19 | 0  |

### Результаты
| 23 апреля 2016 13:00 | Япония | 1 : 7 (0:1, 0:4, 1:2) | Словения | Сподек, Катовице Зрителей: 1300 |

| Отчёт                            | Отчёт                                                    | Отчёт | Отчёт                        | Отчёт                               |
| -------------------------------- | -------------------------------------------------------- | --- | ---------------------------- | ----------------------------------- |
|                                  |                                                          | |                              |                                     |
|                                  | Ютака Фукуфудзи — 00:00-20:00 Такута Онода — 20:00-60:00 | Вратари | 00:00-60:00 — Роберт Кристан | Судьи: Микко Каукокари Мариан Рохач |
|                                  | Голы:                                                    | |                              | Судьи: Микко Каукокари Мариан Рохач |
| Сюхей Кудзи — 54:46 (Т. Ямасита) | 0:1 0:2 0:3 0:4 0:5 1:5 1:6 1:7                          | 07:35 — Ян Урбас (Ж. Панце, С. Ковачевич) 21:40 — Ян Урбас (бол.) (Ю. Репе, М. Верлич) 29:31 — Миха Верлич (бол.) (Я. Урбас, Р. Кристан) 33:19 — Алеш Мушич (К. Ограйенсек, А. Куральт) 39:17 — Миха Верлич (Я. Урбас, Ж. Панце) 57:18 — Кен Ограйенсек (А. Мушич) 58:12 — Жига Панце (Я. Урбас, М. Верлич) |                              | Судьи: Микко Каукокари Мариан Рохач |
|                                  |                                                          | |                              | Судьи: Микко Каукокари Мариан Рохач |
|                                  |                                                          | |                              | Судьи: Микко Каукокари Мариан Рохач |
|                                  |                                                          | |                              | Судьи: Микко Каукокари Мариан Рохач |
| 14 мин                           | Штраф                                                    | 8 мин |                              | Судьи: Микко Каукокари Мариан Рохач |
|                                  |                                                          | |                              |                                     |
|                                  | 9                                                        | Броски | 29                           |                                     |

| 23 апреля 2016 16:30 | Италия | 3 : 1 (1:0, 1:1, 1:0) | Польша | Сподек, Катовице Зрителей: 8500 |

| Отчёт | Отчёт                         | Отчёт                                                   | Отчёт                                       | Отчёт                             |
| --- | ----------------------------- | ------------------------------------------------------- | ------------------------------------------- | --------------------------------- |
| |                               |                                                         |                                             |                                   |
| | Андреас Бернард — 00:00-60:00 | Вратари                                                 | 00:00-59:07 — Пшемыслав Одробны 59:58-60:00 | Судьи: Джонатан Алари Артур Кулёв |
| | Голы:                         |                                                         |                                             | Судьи: Джонатан Алари Артур Кулёв |
| Хоаким Рамозер — 12:25 (М. Гандер) Лука Фриго — 36:19 (Д. Костнер, С. Костнер) Томас Ларкин (п.в.) — 59:58 | 1:0 1:1 2:1 3:1               | 30:13 — Томаш Малящиньский (бол.) (П. Дроня, К. Запала) |                                             | Судьи: Джонатан Алари Артур Кулёв |
| |                               |                                                         |                                             | Судьи: Джонатан Алари Артур Кулёв |
| |                               |                                                         |                                             | Судьи: Джонатан Алари Артур Кулёв |
| |                               |                                                         |                                             | Судьи: Джонатан Алари Артур Кулёв |
| 6 мин | Штраф                         | 12 мин                                                  |                                             | Судьи: Джонатан Алари Артур Кулёв |
| |                               |                                                         |                                             |                                   |
| | 33                            | Броски                                                  | 26                                          |                                   |

| 23 апреля 2016 20:00 | Республика Корея | 2 : 3 (Б) (1:0, 1:0, 0:2, 0:0, 0:1) | Австрия | Сподек, Катовице Зрителей: 2000 |

| Отчёт                                                         | Отчёт                     | Отчёт                                                                                                 | Отчёт                            | Отчёт                        |
| ------------------------------------------------------------- | ------------------------- | --- | -------------------------------- | ---------------------------- |
|                                                               |                           | |                                  |                              |
|                                                               | Мэтт Далтон — 00:00-60:00 | Вратари                                                                                               | 00:00-65:00 — Бернхард Штаркбаум | Судьи: Стефэн Рено Робин Шир |
|                                                               | Голы:                     | |                                  | Судьи: Стефэн Рено Робин Шир |
| Майкл Свифт — 16:05 Ким Кисон — 35:50 (Ким Санвук, Б. В. Янг) | 1:0 2:0 2:1 2:2 2:3       | 44:50 — Маркус Шлахер (бол.) (Б. Леблер) 56:05 — Мануэль Гайер 65:00 — Константин Комарек (поб. бул.) |                                  | Судьи: Стефэн Рено Робин Шир |
|                                                               | Буллиты:                  | |                                  | Судьи: Стефэн Рено Робин Шир |
| Майкл Свифт Син Сангун Ким Санвук                             |                           | Константин Комарек Мануэль Гайер                                                                      |                                  | Судьи: Стефэн Рено Робин Шир |
|                                                               |                           | |                                  | Судьи: Стефэн Рено Робин Шир |
| 10 мин                                                        | Штраф                     | 2 мин                                                                                                 |                                  | Судьи: Стефэн Рено Робин Шир |
|                                                               |                           | |                                  |                              |
|                                                               | 28                        | Броски                                                                                                | 39                               |                              |

| 24 апреля 2016 13:00 | Словения | 3 : 1 (1:0, 0:1, 2:0) | Италия | Сподек, Катовице Зрителей: 2000 |

| Отчёт | Отчёт                        | Отчёт                                          | Отчёт                                       | Отчёт                            |
| --- | ---------------------------- | ---------------------------------------------- | ------------------------------------------- | -------------------------------- |
| |                              |                                                |                                             |                                  |
| | Гашпер Крошель — 00:00-60:00 | Вратари                                        | 00:00-59:20 — Фредерик Клоутьер 59:33-60:00 | Судьи: Трпимир Пирагич Робин Шир |
| | Голы:                        |                                                |                                             | Судьи: Трпимир Пирагич Робин Шир |
| Юрий Репе (бол.) — 13:15 (Я. Урбас) Жига Еглич (бол.) — 45:23 (С. Ковачевич, Р. Тичар) Сабахудин Ковачевич (бол.)(п.в.) — 59:33 (Р. Тичар, К. Ограйенсек) | 1:0 1:1 2:1 3:1              | 26:47 — Гилио Сканделла (Л. Фриго, А. Хельфер) |                                             | Судьи: Трпимир Пирагич Робин Шир |
| |                              |                                                |                                             | Судьи: Трпимир Пирагич Робин Шир |
| |                              |                                                |                                             | Судьи: Трпимир Пирагич Робин Шир |
| |                              |                                                |                                             | Судьи: Трпимир Пирагич Робин Шир |
| 4 мин | Штраф                        | 10 мин                                         |                                             | Судьи: Трпимир Пирагич Робин Шир |
| |                              |                                                |                                             |                                  |
| | 40                           | Броски                                         | 24                                          |                                  |

| 24 апреля 2016 16:30 | Польша | 1 : 4 (0:0, 0:2, 1:2) | Республика Корея | Сподек, Катовице Зрителей: 6500 |

| Отчёт                | Отчёт                                                   | Отчёт | Отчёт                     | Отчёт                               |
| -------------------- | ------------------------------------------------------- | --- | ------------------------- | ----------------------------------- |
|                      |                                                         | |                           |                                     |
|                      | Пшемыслав Одробны — 00:00-57:48 58:25-58:35 58:45-60:00 | Вратари | 00:00-60:00 — Мэтт Далтон | Судьи: Микко Каукокари Мариан Рохач |
|                      | Голы:                                                   | |                           | Судьи: Микко Каукокари Мариан Рохач |
| Гжегож Пащут — 48:51 | 0:1 0:2 1:2 1:3 1:4                                     | 21:24 — Майкл Свифт (Син Сангун, Чо Минхо) 24:04 — Майкл Свифт (Син Сангун) 50:13 — Майкл Свифт (Ли Дон Ку, Чо Минхо) 58:45 — Ким Санвук (п.в.) (Ким Кисон) |                           | Судьи: Микко Каукокари Мариан Рохач |
|                      |                                                         | |                           | Судьи: Микко Каукокари Мариан Рохач |
|                      |                                                         | |                           | Судьи: Микко Каукокари Мариан Рохач |
|                      |                                                         | |                           | Судьи: Микко Каукокари Мариан Рохач |
| 6 мин                | Штраф                                                   | 4 мин |                           | Судьи: Микко Каукокари Мариан Рохач |
|                      |                                                         | |                           |                                     |
|                      | 33                                                      | Броски | 31                        |                                     |

| 24 апреля 2016 20:00 | Австрия | 3 : 1 (1:1, 0:0, 2:1) | Япония | Сподек, Катовице Зрителей: 1000 |

| Отчёт | Отчёт                            | Отчёт                                                    | Отчёт                      | Отчёт                          |
| --- | -------------------------------- | -------------------------------------------------------- | -------------------------- | ------------------------------ |
| |                                  |                                                          |                            |                                |
| | Бернхард Штаркбаум — 00:00-60:00 | Вратари                                                  | 00:00-58:44 — Такуто Онода | Судьи: Артур Кулёв Стефэн Рено |
| | Голы:                            |                                                          |                            | Судьи: Артур Кулёв Стефэн Рено |
| Николас Петрик — 02:49 (Ш. Гейер, М. Шихль) Брайан Леблер — 43:31 (М. Гейер, Р. Хербургер) Рафаэль Хербургер — 50:05 (Б. Леблер, М. Гейер) | 1:0 1:1 2:1 3:1                  | 17:50 — Сейдзи Такахаси (бол.) (Т. Ямасита, М. Нисиваки) |                            | Судьи: Артур Кулёв Стефэн Рено |
| |                                  |                                                          |                            | Судьи: Артур Кулёв Стефэн Рено |
| |                                  |                                                          |                            | Судьи: Артур Кулёв Стефэн Рено |
| |                                  |                                                          |                            | Судьи: Артур Кулёв Стефэн Рено |
| 6 мин | Штраф                            | 2 мин                                                    |                            | Судьи: Артур Кулёв Стефэн Рено |
| |                                  |                                                          |                            |                                |
| | 37                               | Броски                                                   | 27                         |                                |

| 26 апреля 2016 13:00 | Республика Корея | 3 : 0 (3:0, 0:0, 0:0) | Япония | Сподек, Катовице Зрителей: 1500 |

| Отчёт | Отчёт                     | Отчёт   | Отчёт                      | Отчёт                                 |
| --- | ------------------------- | ------- | -------------------------- | ------------------------------------- |
| |                           |         |                            |                                       |
| | Мэтт Далтон — 00:00-60:00 | Вратари | 00:00-11:10 — Такуто Онода | Судьи: Джонатан Алари Микко Каукокари |
| | Голы:                     |         |                            | Судьи: Джонатан Алари Микко Каукокари |
| Майкл Свифт (бол.) — 04:18 (Ли Дон Ку) Ким Кисон (бол.) — 05:32 (Ким Санвук, Ким Вончун) Син Сангун — 11:10 (Чо Минхо, Син Хьюн Юн) | 1:0 2:0 3:0               |         |                            | Судьи: Джонатан Алари Микко Каукокари |
| |                           |         |                            | Судьи: Джонатан Алари Микко Каукокари |
| |                           |         |                            | Судьи: Джонатан Алари Микко Каукокари |
| |                           |         |                            | Судьи: Джонатан Алари Микко Каукокари |
| 43 мин | Штраф                     | 10 мин  |                            | Судьи: Джонатан Алари Микко Каукокари |
| |                           |         |                            |                                       |
| | 32                        | Броски  | 29                         |                                       |

| 26 апреля 2016 16:30 | Австрия | 4 : 2 (1:0, 2:0, 1:2) | Италия | Сподек, Катовице Зрителей: 1500 |

| Отчёт | Отчёт                            | Отчёт                                                                                                | Отчёт                         | Отчёт                              |
| --- | -------------------------------- | --- | ----------------------------- | ---------------------------------- |
| |                                  | |                               |                                    |
| | Бернхард Штаркбаум — 00:00-60:00 | Вратари                                                                                              | 00:00-60:00 — Андреас Бернард | Судьи: Артур Кулёв Трпимир Пирагич |
| | Голы:                            | |                               | Судьи: Артур Кулёв Трпимир Пирагич |
| Андреас Кристлер — 12:21 (Ф. Хофер, Ш. Ульмер) Андреас Кристлер — 30:46 (Ф. Хофер) Константин Комарек (бол.) — 39:10 (Ш. Ульмер, А. Паллештранг) Штефан Бахер — 46:16 (Л. Ходум, М. Шихль) | 1:0 2:0 3:0 4:0 4:1 4:2          | 53:09 — Александр Эггер (бол.) (Т. Траверса, Д. Костнер) 57:24 — Армин Хельфер (А. Хофер, М. Гандер) |                               | Судьи: Артур Кулёв Трпимир Пирагич |
| |                                  | |                               | Судьи: Артур Кулёв Трпимир Пирагич |
| |                                  | |                               | Судьи: Артур Кулёв Трпимир Пирагич |
| |                                  | |                               | Судьи: Артур Кулёв Трпимир Пирагич |
| 10 мин | Штраф                            | 6 мин                                                                                                |                               | Судьи: Артур Кулёв Трпимир Пирагич |
| |                                  | |                               |                                    |
| | 26                               | Броски                                                                                               | 22                            |                                    |

| 26 апреля 2016 20:00 | Словения | 1 : 4 (1:1, 0:3, 0:0) | Польша | Сподек, Катовице Зрителей: 6500 |

| Отчёт                                  | Отчёт                                                     | Отчёт | Отчёт                            | Отчёт                           |
| -------------------------------------- | --------------------------------------------------------- | --- | -------------------------------- | ------------------------------- |
|                                        |                                                           | |                                  |                                 |
|                                        | Роберт Кристан — 00:00-40:00 Гашпер Крошель — 40:00-60:00 | Вратари | 00:00-60:00 — Рафал Радзишевский | Судьи: Стефан Рено Мариан Рохач |
|                                        | Голы:                                                     | |                                  | Судьи: Стефан Рено Мариан Рохач |
| Жига Еглич (бол.) — 06:50 (Р. Саболич) | 0:1 :1 1:2 1:3 1:4                                        | 03:54 — Томаш Малящиньский (П. Дроня) 23:48 — Миколай Лопуский (бол.) (П. Вронка, М. Колуж) 27:39 — Томаш Малящиньский (П. Вронка, М. Брык) 38:09 — Томаш Малящиньский (Б. Почеха, К. Запала) |                                  | Судьи: Стефан Рено Мариан Рохач |
|                                        |                                                           | |                                  | Судьи: Стефан Рено Мариан Рохач |
|                                        |                                                           | |                                  | Судьи: Стефан Рено Мариан Рохач |
|                                        |                                                           | |                                  | Судьи: Стефан Рено Мариан Рохач |
| 8 мин                                  | Штраф                                                     | 16 мин |                                  | Судьи: Стефан Рено Мариан Рохач |
|                                        |                                                           | |                                  |                                 |
|                                        | 33                                                        | Броски | 26                               |                                 |

| 27 апреля 2016 13:00 | Япония | 1 : 3 (1:1, 0:2, 0:0) | Италия | Сподек, Катовице Зрителей: 1500 |

| Отчёт                                       | Отчёт                      | Отчёт | Отчёт                          | Отчёт                           |
| ------------------------------------------- | -------------------------- | --- | ------------------------------ | ------------------------------- |
|                                             |                            | |                                |                                 |
|                                             | Такуто Онода — 00:00-58:18 | Вратари | 00:00-60:00 — Фредерик Клоутье | Судьи: Стефан Рене Мариан Рохач |
|                                             | Голы:                      | |                                | Судьи: Стефан Рене Мариан Рохач |
| Сюхей Кудзи — 08:48 (Д. Обара, С. Такахаси) | 1:0 1:1 1:2 1:3            | 13:20 — Симон Костнер (Л. Фриго, А. Хофер) 27:29 — Антон Бернард (М. Гандер) 37:16 — Хуаким Рамозер (Д. Сканделло, С. Марчетти) |                                | Судьи: Стефан Рене Мариан Рохач |
|                                             |                            | |                                | Судьи: Стефан Рене Мариан Рохач |
|                                             |                            | |                                | Судьи: Стефан Рене Мариан Рохач |
|                                             |                            | |                                | Судьи: Стефан Рене Мариан Рохач |
| 4 мин                                       | Штраф                      | 6 мин |                                | Судьи: Стефан Рене Мариан Рохач |
|                                             |                            | |                                |                                 |
|                                             | 25                         | Броски | 39                             |                                 |

| 27 апреля 2016 16:30 | Словения | 5 : 1 (2:1, 2:0, 1:0) | Республика Корея | Сподек, Катовице Зрителей: 2500 |

| Отчёт | Отчёт                        | Отчёт                          | Отчёт                     | Отчёт                        |
| --- | ---------------------------- | ------------------------------ | ------------------------- | ---------------------------- |
| |                              |                                |                           |                              |
| | Гашпер Крошель — 00:00-60:00 | Вратари                        | 00:00-60:00 — Мэтт Далтон | Судьи: Артур Кулёв Робин Шир |
| | Голы:                        |                                |                           | Судьи: Артур Кулёв Робин Шир |
| Роберт Саболич (бол.) — 08:59 (С. Ковачевич) Анже Куральт — 19:31 (К. Ограйенсек, К. Претнар) Алеш Мушич — 26:32 (А. Куральт, К. Ограйенсек) Рок Тичар — 34:21 (Ж. Еглич) Клемен Претнар — 51:31 (А. Хебар, А. Куральт) | 0:1 :1 2:1 3:1 4:1 5:1       | 00:40 — Ким Кисон (Ким Санвук) |                           | Судьи: Артур Кулёв Робин Шир |
| |                              |                                |                           | Судьи: Артур Кулёв Робин Шир |
| |                              |                                |                           | Судьи: Артур Кулёв Робин Шир |
| |                              |                                |                           | Судьи: Артур Кулёв Робин Шир |
| 12 мин | Штраф                        | 14 мин                         |                           | Судьи: Артур Кулёв Робин Шир |
| |                              |                                |                           |                              |
| | 26                           | Броски                         | 26                        |                              |

| 27 апреля 2016 20:00 | Польша | 1 : 0 (1:0, 0:0, 0:0) | Австрия | Сподек, Катовице Зрителей: 7500 |

| Отчёт                                | Отчёт                           | Отчёт   | Отчёт                                        | Отчёт                                 |
| ------------------------------------ | ------------------------------- | ------- | -------------------------------------------- | ------------------------------------- |
|                                      |                                 |         |                                              |                                       |
|                                      | Пшемыслав Одробны — 00:00-60:00 | Вратари | 00:00-58:50 — Бернхард Штаркбаум 58:58-59:17 | Судьи: Джонатан Алари Трпимир Пирагич |
|                                      | Голы:                           |         |                                              | Судьи: Джонатан Алари Трпимир Пирагич |
| Гжегож Пащут — 12:34 (А. Чмилёвский) | 1:0                             |         |                                              | Судьи: Джонатан Алари Трпимир Пирагич |
|                                      |                                 |         |                                              | Судьи: Джонатан Алари Трпимир Пирагич |
|                                      |                                 |         |                                              | Судьи: Джонатан Алари Трпимир Пирагич |
|                                      |                                 |         |                                              | Судьи: Джонатан Алари Трпимир Пирагич |
| 20 мин                               | Штраф                           | 18 мин  |                                              | Судьи: Джонатан Алари Трпимир Пирагич |
|                                      |                                 |         |                                              |                                       |
|                                      | 27                              | Броски  | 29                                           |                                       |

| 29 апреля 2016 13:00 | Италия | 2 : 1 (1:0, 0:0, 1:1) | Республика Корея | Сподек, Катовице Зрителей: 2500 |

| Отчёт                                                                         | Отчёт                         | Отчёт                                      | Отчёт                                             | Отчёт                              |
| ----------------------------------------------------------------------------- | ----------------------------- | ------------------------------------------ | ------------------------------------------------- | ---------------------------------- |
|                                                                               |                               |                                            |                                                   |                                    |
|                                                                               | Андреас Бернард — 00:00-60:00 | Вратари                                    | 00:00-55:50 — Мэтт Далтон 56:13-57:36 59:01-59:35 | Судьи: Трпимир Пирагич Стефан Рено |
|                                                                               | Голы:                         |                                            |                                                   | Судьи: Трпимир Пирагич Стефан Рено |
| Хоаким Рамозер (бол.) — 02:38 (Т. Ларкин, Д. Сканделла) Даниэль Тадин — 54:35 | 1:0 2:0 2:1                   | 56:13 — Эрик Реган (Ким Вончун, Ким Кисон) |                                                   | Судьи: Трпимир Пирагич Стефан Рено |
|                                                                               |                               |                                            |                                                   | Судьи: Трпимир Пирагич Стефан Рено |
|                                                                               |                               |                                            |                                                   | Судьи: Трпимир Пирагич Стефан Рено |
|                                                                               |                               |                                            |                                                   | Судьи: Трпимир Пирагич Стефан Рено |
| 8 мин                                                                         | Штраф                         | 10 мин                                     |                                                   | Судьи: Трпимир Пирагич Стефан Рено |
|                                                                               |                               |                                            |                                                   |                                    |
|                                                                               | 29                            | Броски                                     | 27                                                |                                    |

| 29 апреля 2016 16:30 | Австрия | 1 : 2 (1:1, 0:1, 0:0) | Словения | Сподек, Катовице Зрителей: 4000 |

| Отчёт                                         | Отчёт                            | Отчёт                                                                                            | Отчёт                        | Отчёт                               |
| --------------------------------------------- | -------------------------------- | ------------------------------------------------------------------------------------------------ | ---------------------------- | ----------------------------------- |
|                                               |                                  |                                                                                                  |                              |                                     |
|                                               | Бернхард Штаркбаум — 00:00-58:36 | Вратари                                                                                          | 00:00-60:00 — Гашпер Крошель | Судьи: Микко Каукокари Мариан Рохач |
|                                               | Голы:                            |                                                                                                  |                              | Судьи: Микко Каукокари Мариан Рохач |
| Константин Комарек (бол.) — 05:49 (М. Шлахер) | 1:0 1:1 1:2                      | 10:58 — Роберт Саболич (Ж. Еглич, Р. Тичар) 27:29 — Кен Ограйенсек (бол.) (А. Мушич, К. Претнар) |                              | Судьи: Микко Каукокари Мариан Рохач |
|                                               |                                  |                                                                                                  |                              | Судьи: Микко Каукокари Мариан Рохач |
|                                               |                                  |                                                                                                  |                              | Судьи: Микко Каукокари Мариан Рохач |
|                                               |                                  |                                                                                                  |                              | Судьи: Микко Каукокари Мариан Рохач |
| 33 мин                                        | Штраф                            | 8 мин                                                                                            |                              | Судьи: Микко Каукокари Мариан Рохач |
|                                               |                                  |                                                                                                  |                              |                                     |
|                                               | 27                               | Броски                                                                                           | 23                           |                                     |

| 29 апреля 2016 20:00 | Польша | 10 : 4 (6:1, 1:1, 3:2) | Япония | Сподек, Катовице Зрителей: 8500 |

| Отчёт | Отчёт                                                    | Отчёт | Отчёт                                               | Отчёт                           |
| --- | -------------------------------------------------------- | --- | --------------------------------------------------- | ------------------------------- |
| |                                                          | |                                                     |                                 |
| | Пшемыслав Одробны — 00:00-60:00                          | Вратари | 00:00-06:42 — Такуто Онода 06:42-60:00 — Сун Хитоми | Судьи: Джонатан Алари Робин Шир |
| | Голы:                                                    | |                                                     | Судьи: Джонатан Алари Робин Шир |
| Патрик Вронка — 00:50 (Б. Быхавский, К. Запала) Арон Чмилёвский (бол.) — 03:58 (Г. Пащут, М. Лопуский) Томаш Малящиньский (мен.) — 06:42 (К. Запала, М. Кружек) Мацей Кружек — 10:35 (К. Джубиньский) Гжегож Пащут — 12:27 Кристиан Джубиньский — 17:52 (М. Колуш) Адам Багиньский — 23:15 (М. Котлёж, Б. Быхавский) Арон Чмилёвский (бол.) — 44:00 (П. Дроня, М. Кружек) Павел Дроня — 55:34 (К. Запала) Патрик Вайда — 59:48 (А. Боржецкий, П. Вронка) | 1:0 2:0 3:0 4:0 5:0 6:0 6:1 7:1 7:2 7:3 8:3 8:4 9:4 10:4 | 19:56 — Хироки Уэно (С. Такахаси, Т. Ямасита) 25:47 — Такуми Каваи (бол.) (Й. Хага, С. Янадори) 41:39 — Дайсукэ Обара (Х. Терао) 44:46 — Масато Нисиваки (бол.) (С. Такахаси, Г. Танака) |                                                     | Судьи: Джонатан Алари Робин Шир |
| |                                                          | |                                                     | Судьи: Джонатан Алари Робин Шир |
| |                                                          | |                                                     | Судьи: Джонатан Алари Робин Шир |
| |                                                          | |                                                     | Судьи: Джонатан Алари Робин Шир |
| 10 мин | Штраф                                                    | 12 мин |                                                     | Судьи: Джонатан Алари Робин Шир |
| |                                                          | |                                                     |                                 |
| | 51                                                       | Броски | 22                                                  |                                 |

## Группа В

### Таблица
| М | Сборная        | И | В | ВО | ПО | П | ШЗ | ШП | РШ  | О  |
| - | -------------- | - | - | -- | -- | - | -- | -- | --- | -- |
| 1 | Украина        | 5 | 4 | 0  | 0  | 1 | 20 | 6  | +14 | 12 |
| 2 | Великобритания | 5 | 3 | 1  | 0  | 1 | 23 | 7  | +16 | 11 |
| 3 | Литва          | 5 | 3 | 0  | 1  | 1 | 15 | 14 | +1  | 10 |
| 4 | Хорватия       | 5 | 2 | 1  | 0  | 2 | 21 | 17 | +4  | 8  |
| 5 | Эстония        | 5 | 1 | 0  | 1  | 3 | 12 | 23 | -11 | 4  |
| 6 | Румыния        | 5 | 0 | 0  | 0  | 5 | 8  | 32 | -24 | 0  |

### Результаты
| 17 апреля 2016 13:00 | Эстония | 2 : 7 (1:2, 1:4, 0:1) | Литва | Дом Спортова, Загреб Зрителей: 95 |

| Отчёт | Отчёт                                                            | Отчёт   | Отчёт                        | Отчёт                    |
| ----- | ---------------------------------------------------------------- | ------- | ---------------------------- | ------------------------ |
|       |                                                                  |         |                              |                          |
|       | Вильям-Хенрик Койтмаа — 00:00-40:00 Даниил Сеппенен —40:00-60:00 | Вратари | 00:00-60:00 — Артур Павлюков | Судья: Джимми Бергамелли |
|       |                                                                  |         |                              | Судья: Джимми Бергамелли |
|       |                                                                  |         |                              | Судья: Джимми Бергамелли |
|       |                                                                  |         |                              | Судья: Джимми Бергамелли |
|       |                                                                  |         |                              | Судья: Джимми Бергамелли |
|       |                                                                  |         |                              | Судья: Джимми Бергамелли |
| 6 мин | Штраф                                                            | 14 мин  |                              | Судья: Джимми Бергамелли |
|       |                                                                  |         |                              |                          |
|       | 30                                                               | Броски  | 30                           |                          |

| 17 апреля 2016 16:30 | Румыния | 1 : 6 (1:2, 0:1, 0:3) | Украина | Дом Спортова, Загреб Зрителей: 200 |

| Отчёт | Отчёт                       | Отчёт   | Отчёт                           | Отчёт                  |
| ----- | --------------------------- | ------- | ------------------------------- | ---------------------- |
|       |                             |         |                                 |                        |
|       | Геллерт Руцуй — 00:00-60:00 | Вратари | 00:00-60:00 — Эдуард Захарченко | Судья: Мануэль Николич |
|       | Голы:                       |         |                                 | Судья: Мануэль Николич |
|       | 0:1 0:2 1:2 1:3 1:4 1:5 1:6 |         |                                 | Судья: Мануэль Николич |
|       |                             |         |                                 | Судья: Мануэль Николич |
|       |                             |         |                                 | Судья: Мануэль Николич |
|       |                             |         |                                 | Судья: Мануэль Николич |
| 8 мин | Штраф                       | 12 мин  |                                 | Судья: Мануэль Николич |
|       |                             |         |                                 |                        |
|       | 12                          | Броски  | 48                              |                        |

| 17 апреля 2016 20:00 | Хорватия | 1 : 4 (1:1, 0:2, 0:1) | Великобритания | Дом Спортова, Загреб Зрителей: 2600 |

| Отчёт  | Отчёт                         | Отчёт   | Отчёт                   | Отчёт               |
| ------ | ----------------------------- | ------- | ----------------------- | ------------------- |
|        |                               |         |                         |                     |
|        | Мате Томленович — 00:00-60:00 | Вратари | 00:00-60:00 — Бен Боунс | Судья: Михаэль Холм |
|        | Голы:                         |         |                         | Судья: Михаэль Холм |
|        | 0:1 :1 1:2 1:3 1:4            |         |                         | Судья: Михаэль Холм |
|        |                               |         |                         | Судья: Михаэль Холм |
|        |                               |         |                         | Судья: Михаэль Холм |
|        |                               |         |                         | Судья: Михаэль Холм |
| 22 мин | Штраф                         | 26 мин  |                         | Судья: Михаэль Холм |
|        |                               |         |                         |                     |
|        | 14                            | Броски  | 29                      |                     |

| 18 апреля 2016 13:00 | Литва | 5 : 1 (2:1, 1:0, 2:0) | Румыния | Дом Спортова, Загреб Зрителей: 100 |

| Отчёт  | Отчёт                        | Отчёт   | Отчёт                    | Отчёт                 |
| ------ | ---------------------------- | ------- | ------------------------ | --------------------- |
|        |                              |         |                          |                       |
|        | Артур Павлюков — 00:00-60:00 | Вратари | 00:00-60:00 — Отто Оноди | Судья: Даниэль Гампер |
|        | Голы:                        |         |                          | Судья: Даниэль Гампер |
|        | 1:0 2:0 2:1 3:1 4:1 5:1      |         |                          | Судья: Даниэль Гампер |
|        |                              |         |                          | Судья: Даниэль Гампер |
|        |                              |         |                          | Судья: Даниэль Гампер |
|        |                              |         |                          | Судья: Даниэль Гампер |
| 10 мин | Штраф                        | 24 мин  |                          | Судья: Даниэль Гампер |
|        |                              |         |                          |                       |
|        | 37                           | Броски  | 19                       |                       |

| 18 апреля 2016 16:30 | Великобритания | 4 : 3(OT) (2:1, 1:1, 0:1, 1:0) | Эстония | Дом Спортова, Загреб Зрителей: 455 |

| Отчёт  | Отчёт                   | Отчёт   | Отчёт                               | Отчёт               |
| ------ | ----------------------- | ------- | ----------------------------------- | ------------------- |
|        |                         |         |                                     |                     |
|        | Бен Боунс — 00:00-63:22 | Вратари | Вильям-Хенрик Койтмаа — 00:00-63:22 | Судья: Михаэль Холм |
|        |                         |         |                                     | Судья: Михаэль Холм |
|        |                         |         |                                     | Судья: Михаэль Холм |
|        |                         |         |                                     | Судья: Михаэль Холм |
|        |                         |         |                                     | Судья: Михаэль Холм |
|        |                         |         |                                     | Судья: Михаэль Холм |
| 22 мин | Штраф                   | 4 мин   |                                     | Судья: Михаэль Холм |
|        |                         |         |                                     |                     |
|        | 37                      | Броски  | 28                                  |                     |

| 18 апреля 2016 20:00 | Украина | 4 : 1 (2:1, 2:0, 0:0) | Хорватия | Дом Спортова, Загреб Зрителей: 1500 |

| Отчёт  | Отчёт                           | Отчёт   | Отчёт                         | Отчёт                    |
| ------ | ------------------------------- | ------- | ----------------------------- | ------------------------ |
|        |                                 |         |                               |                          |
|        | Эдуард Захарченко — 00:00-60:00 | Вратари | 00:00-60:00 — Мате Томленович | Судья: Джимми Бергамелли |
|        |                                 |         |                               | Судья: Джимми Бергамелли |
|        |                                 |         |                               | Судья: Джимми Бергамелли |
|        |                                 |         |                               | Судья: Джимми Бергамелли |
|        |                                 |         |                               | Судья: Джимми Бергамелли |
|        |                                 |         |                               | Судья: Джимми Бергамелли |
| 14 мин | Штраф                           | 60 мин  |                               | Судья: Джимми Бергамелли |
|        |                                 |         |                               |                          |
|        | 28                              | Броски  | 33                            |                          |

| 20 апреля 2016 13:00 | Украина | 7 : 1 (2:0, 2:1, 3:0) | Эстония | Дом Спортова, Загреб Зрителей: 120 |

| Отчёт | Отчёт                                                            | Отчёт   | Отчёт                         | Отчёт                  |
| ----- | ---------------------------------------------------------------- | ------- | ----------------------------- | ---------------------- |
|       |                                                                  |         |                               |                        |
|       | Эдуард Захарченко — 00:00 - 58:41 Михайло Шевчук — 58:41 - 60:00 | Вратари | 00:00-60:00 — Даниил Сеппенен | Судья: Мануэль Николич |
|       |                                                                  |         |                               | Судья: Мануэль Николич |
|       |                                                                  |         |                               | Судья: Мануэль Николич |
|       |                                                                  |         |                               | Судья: Мануэль Николич |
|       |                                                                  |         |                               | Судья: Мануэль Николич |
|       |                                                                  |         |                               | Судья: Мануэль Николич |
| 6 мин | Штраф                                                            | 4 мин   |                               | Судья: Мануэль Николич |
|       |                                                                  |         |                               |                        |
|       | 35                                                               | Броски  | 29                            |                        |

| 20 апреля 2016 16:30 | Великобритания | 8 : 0 (2:0, 6:0, 0:0) | Литва | Дом Спортова, Загреб Зрителей: 450 |

| Отчёт  | Отчёт                   | Отчёт   | Отчёт                                                      | Отчёт                    |
| ------ | ----------------------- | ------- | ---------------------------------------------------------- | ------------------------ |
|        |                         |         |                                                            |                          |
|        | Бен Боунс — 00:00-60:00 | Вратари | 00:00-30:42 — Артур Павлюков 30:42-60:00 — Донатас Жуковас | Судья: Джимми Бергамелли |
|        |                         |         |                                                            | Судья: Джимми Бергамелли |
|        |                         |         |                                                            | Судья: Джимми Бергамелли |
|        |                         |         |                                                            | Судья: Джимми Бергамелли |
|        |                         |         |                                                            | Судья: Джимми Бергамелли |
|        |                         |         |                                                            | Судья: Джимми Бергамелли |
| 10 мин | Штраф                   | 16 мин  |                                                            | Судья: Джимми Бергамелли |
|        |                         |         |                                                            |                          |
|        | 44                      | Броски  | 10                                                         |                          |

| 20 апреля 2016 20:00 | Румыния | 5 : 12 (1:3, 2:4, 2:5) | Хорватия | Дом Спортова, Загреб Зрителей: 1650 |

| Отчёт  | Отчёт                                                | Отчёт   | Отчёт                                                      | Отчёт                 |
| ------ | ---------------------------------------------------- | ------- | ---------------------------------------------------------- | --------------------- |
|        |                                                      |         |                                                            |                       |
|        | Геллерт Руцуй — 00:00-09:26 Отто Оноди — 09:26-60:00 | Вратари | 00:00-49:39 — Мате Томленович 49:39-60:00 — Вилим Росандич | Судья: Даниэль Гампер |
|        |                                                      |         |                                                            | Судья: Даниэль Гампер |
|        |                                                      |         |                                                            | Судья: Даниэль Гампер |
|        |                                                      |         |                                                            | Судья: Даниэль Гампер |
|        |                                                      |         |                                                            | Судья: Даниэль Гампер |
|        |                                                      |         |                                                            | Судья: Даниэль Гампер |
| 12 мин | Штраф                                                | 35 мин  |                                                            | Судья: Даниэль Гампер |
|        |                                                      |         |                                                            |                       |
|        | 30                                                   | Броски  | 36                                                         |                       |

| 22 апреля 2016 13:00 | Великобритания | 6 : 1 (2:0, 2:0, 2:1) | Румыния | Дом Спортова, Загреб Зрителей: 400 |

| Отчёт | Отчёт                   | Отчёт   | Отчёт                    | Отчёт                 |
| ----- | ----------------------- | ------- | ------------------------ | --------------------- |
|       |                         |         |                          |                       |
|       | Бен Боунс — 00:00-60:00 | Вратари | 00:00-60:00 — Отто Оноди | Судья: Даниэль Гампер |
|       |                         |         |                          | Судья: Даниэль Гампер |
|       |                         |         |                          | Судья: Даниэль Гампер |
|       |                         |         |                          | Судья: Даниэль Гампер |
|       |                         |         |                          | Судья: Даниэль Гампер |
|       |                         |         |                          | Судья: Даниэль Гампер |
| 6 мин | Штраф                   | 14 мин  |                          | Судья: Даниэль Гампер |
|       |                         |         |                          |                       |
|       | 58                      | Броски  | 11                       |                       |

| 22 апреля 2016 16:30 | Литва | 2 : 1 (0:0, 0:1, 2:0) | Украина | Дом Спортова, Загреб Зрителей: 350 |

| Отчёт | Отчёт                        | Отчёт   | Отчёт                            | Отчёт               |
| ----- | ---------------------------- | ------- | -------------------------------- | ------------------- |
|       |                              |         |                                  |                     |
|       | Артур Павлюков — 00:00-60:00 | Вратари | 00:00 - 59:43— Эдуард Захарченко | Судья: Михаэль Холм |
|       |                              |         |                                  | Судья: Михаэль Холм |
|       |                              |         |                                  | Судья: Михаэль Холм |
|       |                              |         |                                  | Судья: Михаэль Холм |
|       |                              |         |                                  | Судья: Михаэль Холм |
|       |                              |         |                                  | Судья: Михаэль Холм |
| 6 мин | Штраф                        | 6 мин   |                                  | Судья: Михаэль Холм |
|       |                              |         |                                  |                     |
|       | 27                           | Броски  | 32                               |                     |

| 22 апреля 2016 20:00 | Хорватия | 5 : 3 (1:2, 3:1, 1:0) | Эстония | Дом Спортова, Загреб Зрителей: 2800 |

| Отчёт | Отчёт                        | Отчёт   | Отчёт                                             | Отчёт                  |
| ----- | ---------------------------- | ------- | ------------------------------------------------- | ---------------------- |
|       |                              |         |                                                   |                        |
|       | Вилим Росандич — 00:00-60:00 | Вратари | 00:00-59:01 — 59:10-59:32 — Вильям-Хенрик Койтмаа | Судья: Мануэль Николич |
|       |                              |         |                                                   | Судья: Мануэль Николич |
|       |                              |         |                                                   | Судья: Мануэль Николич |
|       |                              |         |                                                   | Судья: Мануэль Николич |
|       |                              |         |                                                   | Судья: Мануэль Николич |
|       |                              |         |                                                   | Судья: Мануэль Николич |
| 8 мин | Штраф                        | 10 мин  |                                                   | Судья: Мануэль Николич |
|       |                              |         |                                                   |                        |
|       | 40                           | Броски  | 27                                                |                        |

| 23 апреля 2016 13:00 | Украина | 2 : 1 (0:0, 0:1, 2:0) | Великобритания | Дом Спортова, Загреб Зрителей: 500 |

| Отчёт | Отчёт                           | Отчёт   | Отчёт                   | Отчёт               |
| ----- | ------------------------------- | ------- | ----------------------- | ------------------- |
|       |                                 |         |                         |                     |
|       | Эдуард Захарченко — 00:00-60:00 | Вратари | 00:00-59:34 — Бен Боунс | Судья: Михаэль Холм |
|       |                                 |         |                         | Судья: Михаэль Холм |
|       |                                 |         |                         | Судья: Михаэль Холм |
|       |                                 |         |                         | Судья: Михаэль Холм |
|       |                                 |         |                         | Судья: Михаэль Холм |
|       |                                 |         |                         | Судья: Михаэль Холм |
| 6 мин | Штраф                           | 8 мин   |                         | Судья: Михаэль Холм |
|       |                                 |         |                         |                     |
|       | 23                              | Броски  | 28                      |                     |

| 23 апреля 2016 16:30 | Эстония | 3 : 0 (0:0, 3:0, 0:0) | Румыния | Дом Спортова, Загреб Зрителей: 200 |

| Отчёт | Отчёт                               | Отчёт   | Отчёт                    | Отчёт                    |
| ----- | ----------------------------------- | ------- | ------------------------ | ------------------------ |
|       |                                     |         |                          |                          |
|       | Вильям-Хенрик Койтмаа — 00:00-60:00 | Вратари | 00:00-60:00 — Отто Оноди | Судья: Джимми Бергамелли |
|       |                                     |         |                          | Судья: Джимми Бергамелли |
|       |                                     |         |                          | Судья: Джимми Бергамелли |
|       |                                     |         |                          | Судья: Джимми Бергамелли |
|       |                                     |         |                          | Судья: Джимми Бергамелли |
|       |                                     |         |                          | Судья: Джимми Бергамелли |
| 4 мин | Штраф                               | 10 мин  |                          | Судья: Джимми Бергамелли |
|       |                                     |         |                          |                          |
|       | 35                                  | Броски  | 20                       |                          |

| 23 апреля 2016 20:00 | Литва | 1 : 2 (0:1, 0:0, 1:0, 0:0, 0:1) | Хорватия | Дом Спортова, Загреб Зрителей: 2500 |

| Отчёт  | Отчёт                        | Отчёт   | Отчёт                        | Отчёт                  |
| ------ | ---------------------------- | ------- | ---------------------------- | ---------------------- |
|        |                              |         |                              |                        |
|        | Артур Павлюков — 00:00-65:00 | Вратари | 00:00-65:00 — Вилим Росандич | Судья: Мануэль Николич |
|        |                              |         |                              | Судья: Мануэль Николич |
|        |                              |         |                              | Судья: Мануэль Николич |
|        |                              |         |                              | Судья: Мануэль Николич |
|        |                              |         |                              | Судья: Мануэль Николич |
|        |                              |         |                              | Судья: Мануэль Николич |
| 36 мин | Штраф                        | 16 мин  |                              | Судья: Мануэль Николич |
|        |                              |         |                              |                        |
|        | 24                           | Броски  | 38                           |                        |

### Лучшие бомбардиры
| Игрок            | И | Г | П | О | Штр | +/− |
| ---------------- | - | - | - | - | --- | --- |
| Роберт Рооба     | 5 | 4 | 4 | 8 | 0   | -4  |
| Бен О’Коннор     | 5 | 1 | 7 | 8 | 12  | +2  |
| Владислав Гаврик | 5 | 3 | 4 | 7 | 2   | +7  |
| Борна Рендулич   | 4 | 2 | 5 | 7 | 0   | -3  |
| Михаэль Глумач   | 5 | 4 | 2 | 6 | 4   | +3  |
| Рассел Каули     | 5 | 3 | 3 | 6 | 2   | +4  |
| Джонатан Филлипс | 5 | 3 | 3 | 6 | 6   | +6  |
| Александр Петров | 5 | 2 | 4 | 6 | 2   | −3  |
| Нерюс Алишаускас | 5 | 3 | 2 | 5 | 2   | +4  |
| Иван Янкович     | 5 | 3 | 2 | 5 | 4   | +1  |

Примечание: И = Количество проведённых игр; Г = Голы; П = Голевые передачи; О = Очки; Штр = Штрафное время; +/− = Плюс-минус
По данным: IIHF.com Архивная копия от 8 мая 2016 на Wayback Machine

### Лучшие вратари
В списке приведены вратари, сыгравшие не менее 40 % от всего игрового времени их сборной.
| Игроки                | Мин    | Бр  | ПШ | КН   | %ОБ   | И"0" |
| --------------------- | ------ | --- | -- | ---- | ----- | ---- |
| Эдуард Захарченко     | 298:25 | 129 | 6  | 1.21 | 95.35 | 0    |
| Вилим Росандич        | 135:21 | 56  | 4  | 1.77 | 92.86 | 0    |
| Артур Павлюков        | 275:42 | 140 | 11 | 2.39 | 92.14 | 0    |
| Бен Боунс             | 302:56 | 86  | 7  | 1.39 | 91.86 | 1    |
| Вильям-Хенрик Койтмаа | 222:45 | 114 | 14 | 3.77 | 87.72 | 1    |

Примечание: Мин = Количество сыгранных минут; Бр = Броски; ПШ = Пропущено шайб; КН = Коэффициент надёжности; %ОБ = Процент отражённых бросков; И"0" = «Сухие игры»
По данным: IIHF.com Архивная копия от 9 апреля 2021 на Wayback Machine

### Индивидуальные награды
Лучшие игроки:
- Вратарь:  Эдуард Захарченко
- Защитник:  Бен О’Коннор
- Нападающий:  Борна Рендулич

По данным: IIHF.com Архивная копия от 9 апреля 2021 на Wayback Machine